# Jesús Marcelo Andrés Cuellar
Jesús Marcelo Andrés Cuellar (* 7. Juli 1990 in Jose C. Paz, Buenos Aires, Argentinien) ist ein argentinischer Profiboxer und aktueller regulärer WBA-Weltmeister im Federgewicht (aktueller WBA-Superchampion ist Léo Santa Cruz). Er wird vom Star-Trainer Robert Garcia trainiert.

## Amateur
Cuellar hatte eine erfolgreiche Amateurkarriere und konnte etliche Medaillen erringen. Er hatte eine atemberaubende Bilanz von 230 Siegen bei 10 Niederlagen.

## Profikarriere
Er gewann seine ersten fünf Kämpfe alle vorzeitig. In seinem sechsten Fight musste er das erste Mal über die Runden. 2009 schlug er unter anderem Luis Armando Juarez (10-0) nach Punkten. Am 16. April 2011 wurde er Argentinischer Meister, als er Ramon Armando Torres in der 4. Runde schwer ausknockte. Noch im selben Jahr musste er seine erste und bisher einzige Niederlage hinnehmen. 2012 eroberte er den WBA-Fedelatin-Titel und im Jahr darauf wurde er mit einem Punktsieg über den bis dahin ungeschlagenen Claudio Marrero Interimsweltmeister des Verbandes WBA.
Er verteidigte diesen Titel im Jahr 2014 gegen Rico Ramos, Juan Manuel Lopez und Ruben Tamayo. Der Kampf um den regulären Weltmeistertitel fand am 6. Juni 2015 im StubHub Center in Carson, Kalifornien gegen den Armenier Vic Darchinyan statt. Cuellar gelang es, den in Glendale lebenden Darchinyan in der 8. Runde schwer k.o. zu schlagen und somit den regulären Weltmeistergürtel der WBA zu erobern.
Nach einer ersten Titelverteidigung im Dezember 2015 gegen Jonathan Oquendo verlor er den Weltmeistergürtel am 10. Dezember 2016 in Los Angeles an Abner Mares. Seither bestritt er keine Kämpfe mehr. Für den [veraltet]21. April 2018 ist ein WM-Titelkampf im Barclays Center in Brooklyn gegen den bis dato ungeschlagenen Gervonta Davis um den vakanten WBA-Titel im Superfedergewicht angekündigt. Davis bezeichnete Cuellar im Vorfeld als seinen „wohl bisher härtesten Gegner“.